# Nikkei Sangyo Shimbun
Nikkei Sangyo Shimbun (日経産業新聞 Nikkei Sangyō Shinbun), có nghĩa là Tạp chí Công nghiệp Nikkei, là tạp chí nhật báo của Nhật Bản được xuất bản vào các ngày trong tuần chuyên về thông tin công nghiệp và doanh nghiệp bởi Nihon Keizai Shimbun, Inc.
Xuất bản lần đầu tiên vào tháng 10 năm 1973. Chỉ xuất bản từ thứ hai đến thứ sáu trên mục báo buổi sáng.

## Tổng quan
Người ta nói rằng số lượng các công ty báo cáo và xuất bản tin tức chủ yếu trong các lĩnh vực công nghệ, quản lý và tiếp thị.
Tính đến năm 2002, số lượng phát hành của tờ báo là 270.000 bản.

## Bài báo
Hàng năm vào khoảng cuối tháng Bảy, tạp chí sẽ công bố "Khảo sát 100 mặt hàng thiết yếu". Cũng như công bố thị phần nội địa của thiết bị gia dụng, nhu yếu phẩm hàng ngày, thực phẩm, máy móc công nghiệp, sản phẩm hóa chất, các ngành dịch vụ khác nhau, v.v. của năm trước và thị phần toàn cầu của các sản phẩm điện tử chính.